# Paul Manning
Paul Christian Manning MBE (Sutton Coldfield, West Midlands, 6 de novembre de 1974) va ser un ciclista britànic especialista en pista concretament en la Persecució per equips. Guanyador de tres medalles als Jocs Olímpics, també s'ha proclamat tres cops Campió del món en Persecució per equips.
També ha competit en ciclisme en ruta, aconseguint algunes victòries d'etapa.
El 2009 va ser condecorat amb l'Orde de l'Imperi Britànic.

## Palmarès en pista
- 2000
  -  Medalla de bronze als Jocs Olímpics de Sydney en Persecució per equips (amb Chris Newton, Bryan Steel i Bradley Wiggins)
- 2001
  -  Campió de la Gran Bretanya en Persecució
- 2003
  -  Campió de la Gran Bretanya en Persecució
- 2004
  -  Medalla de plata als Jocs Olímpics d'Atenes en Persecució per equips (amb Steve Cummings, Rob Hayles i Bradley Wiggins)
  -  Campió de la Gran Bretanya en Persecució
  -  Campió de la Gran Bretanya en Persecució per equips
- 2005
  -  Campió del món en Persecució per equips (amb Steve Cummings, Rob Hayles i Chris Newton)
  -  Campió de la Gran Bretanya en Persecució
  -  Campió de la Gran Bretanya en Puntuació
- 2006
  - Medalla d'or als Jocs de la Commonwealth en Persecució
  - Medalla d'or als Jocs de la Commonwealth en Persecució per equips (amb Steve Cummings, Rob Hayles i Chris Newton)
- 2007
  -  Campió del món en Persecució per equips (amb Ed Clancy, Geraint Thomas i Bradley Wiggins)
- 2008
  -  Medalla d'or als Jocs Olímpics de Pequín en Persecució per equips (amb Ed Clancy, Geraint Thomas i Bradley Wiggins)
  -  Campió del món en Persecució per equips (amb Ed Clancy, Geraint Thomas i Bradley Wiggins)

### Resultats a laCopa del Món
- 2002
  - 1r a Monterrey, en Persecució
- 2004
  - 1r a Sydney, en Persecució
  - 1r a Manchester i Sydney, en Persecució per equips
- 2004-2005
  - 1r a Manchester, en Persecució per equips
- 2005-2006
  - 1r a Manchester, en Persecució
- 2006-2007
  - 1r a Manchester i Moscou, en Persecució per equips
- 2007-2008
  - 1r a Pequín i Copenhaguen, en Persecució per equips

## Palmarès en ruta
- 1996
  -  Campió del Regne Unit sub-23 en ruta
  - 1r al Duo Normand (amb Chris Boardman)
- 1997
  - Vencedor d'una etapa a la Volta a Suècia
- 1999
  - Vencedor d'una etapa al Tour de Loir i Cher
- 2000
  - Vencedor de 2 etapes al Circuit des Mines
  - Vencedor d'una etapa a l'Olympia's Tour
- 2001
  - 1r a la FBD Insurance Rás
  - Vencedor d'una etapa a la Volta a Saxònia
- 2002
  - Vencedor de 2 etapes al Tour du Tarn-et-Garonne
  - Vencedor d'una etapa a la FBD Insurance Rás
- 2003
  - Vencedor d'una etapa a la Herald Sun Tour
- 2003
  - Vencedor d'una etapa a la Volta a la Gran Bretanya